# پیتر کی. اسمیت
پیتر کی. اسمیت (انگلیسی: Peter K. Smith؛ زادهٔ ۲۳ سپتامبر ۱۹۴۳) روان‌شناس اهل بریتانیا است. استاد بازنشسته روان‌شناسی در گلداسمیت، دانشگاه لندن، دانشگاه لندن بود. علاقه پژوهشی او رشد اجتماعی کودکان است. اسمیت از سال ۱۹۹۸ تا ۲۰۱۱ رئیس واحد مطالعات مدرسه و خانواده در گروه روان‌شناسی در Goldsmiths بود.